# Ormiscodes cinnamomea
Ormiscodes cinnamomea là một loài côn trùng trong họ Saturniidae. Loài này được Guerin-Mevneville miêu tả khoa học đầu tiên năm 1839.
Đây là loài gây hại của cây Pinus radiata, phát triển phổ biến ở Chile.